# دریملن
دریملن (به هلندی: Drimmelen) یک شهرستان در هلند است که در برابانت شمالی واقع شده‌است. دریملن ۳ متر بالاتر از سطح دریا واقع شده‌است.